# Jenny Adams
Pour les articles homonymes, voir Adams.
Jenny Adams (née le 8 juillet 1978 à Tomball) est une athlète américaine, spécialiste du 100 mètres haies et du saut en longueur. 

## Biographie
En 2001, elle devient championne des États-Unis du saut en longueur et se classe par ailleurs cinquième du 100 m haies lors des championnats du monde, à Edmonton, où elle réalise la meilleure performance de sa carrière en 12 s 63. Dans cette épreuve, elle est également médaillée d'argent aux Goodwill Games de 2001, devancée par sa compatriote Gail Devers.
Elle se classe sixième du 100 m haies lors des championnats du monde de 2003.

## Palmarès
| Date | Compétition                     | Lieu     | Résultat | Épreuve     | Temps   |
| ---- | ------------------------------- | -------- | -------- | ----------- | ------- |
| 2001 | Championnats du monde           | Edmonton | 5e       | 100 m haies | 12 s 63 |
| 2001 | Championnats du monde           | Edmonton | finale   | Longueur    | NM      |
| 2001 | Goodwill Games                  | Brisbane | 2e       | 100 m haies | 12 s 87 |
| 2002 | Finale du Grand Prix            | Paris    | 5e       | 100 m haies | 12 s 88 |
| 2003 | Championnats du monde           | Paris    | 6e       | 100 m haies | 12 s 77 |
| 2003 | Finale mondiale de l'athlétisme | Monaco   | 4e       | 100 m haies | 12 s 78 |
| 2004 | Finale mondiale de l'athlétisme | Monaco   | 2e       | 100 m haies | 12 s 68 |

## Records
| Épreuve          | Temps   | Lieu     | Date          |
| ---------------- | ------- | -------- | ------------- |
| 100 m haies      | 12 s 63 | Edmonton | 11 août 2001  |
| Saut en longueur | 6,65 m  | Walnut   | 20 avril 2008 |